# Steve Hanke
Pour les articles homonymes, voir Hanke.
Steve H. Hanke est professeur d'économie appliquée et codirecteur de l'Institute for Applied Economics and the Study of Business Enterprise à l'université Johns-Hopkins de Baltimore (Maryland), aux États-Unis.

## L'universitaire
Steve Hanke est Senior Fellow du Cato Institute. Il a enseigné l’économie à l'université Johns-Hopkins de Baltimore (Maryland), aux États-Unis.

## L'homme d'affaires
Il a présidé le Friedberg Mercantile Group Inc. à New York et le Toronto Trust Argentina à Buenos Aires.

## Le conseiller des gouvernements
Steve Hanke a aussi conseillé de nombreux gouvernements sur des questions de politique économique : Albanie, Argentine, Estonie, Lituanie, Yougoslavie, Venezuela, Bosnie-Herzégovine, Bulgarie, Indonésie, et Monténégro,.
Il avait été Senior Economist au comité des conseillers économiques du président Reagan (1981-1982),.

## Le communicateur
Steve Hanke a écrit un éditorial dans Forbes de 1993 à 2010 et il est aussi rédacteur à Forbes Global, Central Banking et siège au conseil éditorial de The International Economy et autres revues savantes.
Il est l'auteur de nombreux ouvrages et articles sur l'économie et la finance.

## Éléments de bibliographie
- The Montenegrin Marka (1999)
- The Revolution in Development Economics (1998)
- Currency Boards: The Financing of Stabilization (1997)
- Alternative Monetary Regimes for Jamaica (1996)
- Currency Boards for Developing Countries (1994)
- Russian Currency and Finance (1993)
- Monetary reform for a free Estonia: A Currency board solution (1992)
- Currency Reform for a Market-oriented Cuba (1992)
- Capital Markets and development (1991)
- Monetary Reform and the Development of a Yugoslav Market Economy (1991)
- Privatization and development (1988)
- Toward Growth: A Blueprint for Economic rebirth in Israel (1988)